# Равномерно выпуклое пространство
Банахово пространство {\displaystyle X} называется равноме́рно вы́пуклым, если для {\displaystyle \forall \{x_{n}\},\{y_{n}\}\subset X} таких что {\displaystyle \|x_{n}\|=1,\|y_{n}\|=1,\|x_{n}+y_{n}\|\rightarrow 2} справедливо {\displaystyle \|x_{n}-y_{n}\|\rightarrow 0}.

## Свойства
- Всякое равномерно выпуклое пространство является рефлексивным.
- В равномерно выпуклом пространстве {\displaystyle X}, для {\displaystyle \forall \{x_{n}\}\subset X} такой что {\displaystyle x_{n}\rightarrow x_{0}} слабо и {\displaystyle \|x_{n}\|\rightarrow \|x_{0}\|,n\rightarrow \infty }, то {\displaystyle x_{n}\rightarrow x_{0}} сильно.